# Kai Chosrau I.

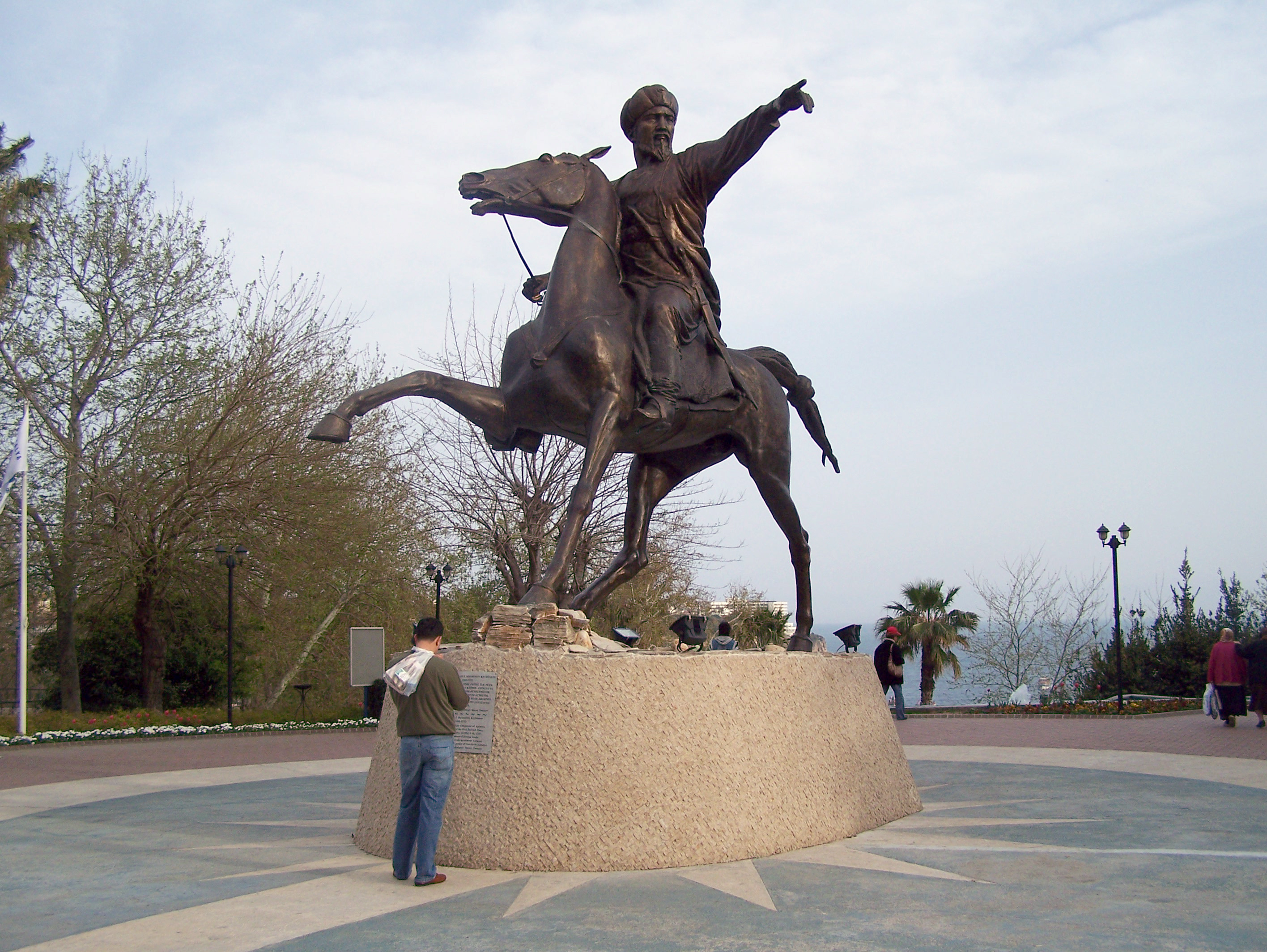
Neuzeitliche Statue Kai Chosraus I. in Antalya

Kai Chosrau I. (persisch غياث الدين كيخسرو بن قلج ارسلان, türkisch Gıyaseddin  Keyhüsrev I., * vor 1177; † 1211) war ein seldschukischer Sultan von Rum. 
Er war einer der elf Söhne von Kilidsch Arslan II. und einer Byzantinierin. Nach altem Brauch teilte sein Vater 1186 das Land, das der Staat als Gemeingut der Mitglieder der Dynastie betrachtete, zwischen seinen Söhnen auf. Kai Chosrau erhielt das Gebiet um Sozopolis oder Uluborlu  und Kütahya an der Grenze zu Byzanz. Dies führte schon zu Kilidsch Arslans Lebzeiten zu Streitigkeiten um die Thronfolge. Als Kilidsch Arslan II. 1192 starb, konnte sich Kai Chosrau I., der jüngste Sohn, durchsetzen und wurde Sultan. Allerdings musste er 1196 seinem älteren Bruder Suleiman II. weichen. Als Suleiman II. 1204 starb, wurde sein minderjähriger Sohn Kilidsch Arslan III. zum Herrscher erhoben. Kai Chosrau I. setzte seinen Neffen acht Monate später ab und wurde 1205 zum zweiten Mal Sultan. 
Kai Chosrau I. eröffnete seinem Sultanat wieder den Zugang zum Schwarzen Meer. Der Zugang wurde vorher durch das Kaiserreich Trapezunt verwehrt. Als Nächstes annektierte Kai Chosrau I. 1207 die wirtschaftlich wichtige Hafenstadt Antalya. Nach dieser Eroberung knüpften die Seldschuken mit der Republik Venedig zum ersten Mal direkte Handelsbeziehungen zu europäischen Staaten, allerdings zerfiel das weit auseinander gezogene Reich schon bald in eine Reihe von unabhängigen Kleinfürstentümern.
Kai Chosrau I. brach mit der alten Tradition, dass die Söhne des Sultans als Gouverneure der einzelnen Provinzen ziemlich frei herrschen konnten. Er verstärkte deren Bindung an die Zentralmacht und stärkte so den Einfluss des Sultans.
Kai Chosrau I. heiratete eine Tochter des Manuel Maurozomes, Sohn Theodor Maurozomes’ und der Tochter des Kaisers Manuel I. Komnenos’. Kai Chosraus Schwiegervater Manuel Maurozomes kämpfte 1205 und 1206 an seiner Seite gegen die gemeinsamen Gegner in Kleinasien.
1211 fiel Kai Chosrau I. in der Schlacht bei Antiochia am Mäander gegen den Herrscher von Nikaia Theodor I.

## Quelle
- Kai Chosrau I. in Türkiye Diyanet Vakfı İslâm Ansiklopedisi (türkisch)

| Vorgänger                          | Amt                                | Nachfolger               |
| ---------------------------------- | ---------------------------------- | ------------------------ |
| Kılıç Arslan II. Kılıç Arslan III. | Sultan von Rum 1192–1196 1205–1211 | Suleiman II. Kai Kaus I. |

| Personendaten    | Personendaten            |
| ---------------- | ------------------------ |
| NAME             | Kai Chosrau I.           |
| ALTERNATIVNAMEN  | Gıyaseddin Kay Khosru I. |
| KURZBESCHREIBUNG | Sultan von Rum           |
| GEBURTSDATUM     | vor 1177                 |
| STERBEDATUM      | 1211                     |